# Brian Idowu
Brian Oladapo Idowu (São Petersburgo, 8 de maio de 1992) é um futebolista nigeriano nascido russo, que atua como lateral pelo Khimki.

## Carreira

### Amkar Perm
Nascido em São Petersburgo, Idowu jogou nas categorias do Zenit, mas se profissionalizou no Amkar Perm, em 2010.

### Lokomotiv Moskva
Brian Idowu se transferiu para o Lokomotiv Moskva, em 2018.

## Seleção
Foi convocado para defender a Seleção Nigeriana de Futebol na Copa do Mundo de 2018.

## Vida pessoal
Idowu é filho de pai nigeriano e mãe com descendência nigeriana e russa, nascido e criado maior parte da vida em São Petersburgo, tem total fluência do russo e inglês.   

## Títulos
Lokomotiv Moscow
- Copa da Rússia: 2018–19
- Supercopa da Rússia: 2019